# (490) Veritas
(490) Veritas es un asteroide perteneciente al cinturón de asteroides descubierto el 3 de septiembre de 1902 por Maximilian Franz Wolf desde el observatorio de Heidelberg-Königstuhl, Alemania.
Está nombrado por Veritas, una diosa de la mitología romana.
Forma parte de la familia asteroidal de Veritas.